# Jan Świderski (malarz)
Jan Świderski (ur. 2 czerwca 1913 w Grodźcu, obecnie dzielnicy Będzina, zm. 1 marca 2004 w Krakowie) – polski plastyk, twórca i teoretyk sztuki.

## Życiorys
Studiował w latach 1930–1938, kończąc najpierw Państwową Szkołę Sztuk Zdobniczych Przemysłu Artystycznego w Poznaniu, a następnie Akademię Sztuk Pięknych – Wydział Malarstwa w Krakowie.
Jako ochotnik Legii Akademickiej uczestniczył w kampanii wrześniowej 1939, w wyniku czego okres okupacji spędził w obozie jenieckim.
Po 1945 roku organizuje w Krakowie Związek Polskich Artystów Plastyków. W 1947 roku ówczesny Departament Szkolnictwa Artystycznego Ministerstwa Kultury i Sztuki powołał Jana Świderskiego na stanowisko samodzielnego pracownika nauki, powierzając mu funkcję profesora w Wyższej Szkole Sztuk Plastycznych w Krakowie. W 1950 roku objął funkcję Prezesa Okręgu ZPAP w Krakowie. Został w ASP prorektorem ds. dydaktycznych, programowych i młodzieżowych, następnie przez rok był rektorem, prowadząc równocześnie pracownię malarstwa. W 1968 roku na nowo otwartym Wydziale Grafiki objął Katedrę Malarstwa i Rysunku, kierując nią do przejścia na emeryturę w 1984 roku.
Był wychowawcą wielu artystów o europejskim i światowym formacie. Był laureatem nagród I i II stopnia Ministra Kultury i Sztuki oraz licznych Grand Prix, nagród wystawienniczych i konkursowych w kraju i zagranicą. Uczestniczył w ponad 170 wystawach i plenerach krajowych i międzynarodowych. Przez całe życie utrzymywał silne związki z rodzinnym miastem, uczestnicząc regularnie w plenerach malarskich „Będzińskie pejzaże”, spotykając się z mieszkańcami, szukając w Będzinie i Grodźcu inspiracji artystycznych. W 2000 roku został Honorowym Obywatelem Miasta Będzina, na mocy uchwały Rady Miejskiej, podjętej na wniosek Towarzystwa Przyjaciół Będzina.
W latach 1933–1936 należał do KZMP, w latach 1935–1938 był członkiem KPP, w latach 1946–1948 należał do PPR, od 1948 roku należał do PZPR. 

## Ordery i odznaczenia
- Krzyż Kawalerski Orderu Odrodzenia Polski
- Złoty Krzyż Zasługi (22 lipca 1952)[1]
- Medal 10-lecia Polski Ludowej[2]